# Heiko Szonn
Heiko Szonn, nascido em 23 de junho de 1976 em Forst, é um ciclista alemão. Especialista da perseguição em pista, tem sido sobretudo medalhado de bronze do campeonato do mundo de perseguição por equipas em 1996.

## Biografia
Em 1994, Heiko Szonn é vice-campeão do mundo júnior de perseguição por equipas. Em 1995, é campeão da Alemanha desta disciplina. Renova este título no ano seguinte, e acrescenta aquele da perseguição individual. Com a equipa da Alemanha, disputa os Jogos Olímpicos de Atlanta. Classifica-se sexto da perseguição individual e nona da perseguição por equipas com Robert Bartko, Guido Fulst e Danilo Hondo. No mês seguinte, nos campeonatos mundiais em Manchester, está medalhado de bronze em perseguição por equipas com Guido Fulst, Danilo Hondo e Thorsten Rund. Em 1999 torna-se profissional. Em 2002, está controlado positivo ao efedrina durante a Course de la Paix e suspendido um mês.

## Palmarés em pista

### Jogos Olímpicos
- Atlanta 1996
  -     - 6.º da perseguição individual
    - 9.º da perseguição por equipas

### Campeonatos mundiais
- 1994
  -  Medalha de prata da perseguição por equipas juniores
- Manchester 1996
  -  Medalha de bronze da perseguição por equipas

### Campeonatos nacionais
- Campeão da Alemanha de perseguição individual em 1996
- Campeão da Alemanha de perseguição por equipas em 1995 e 1996

## Palmarés em estrada
- 1999
  - 3.º do Memorial Henryka Lasaka
- 2001
  - 2.º da Vuelta a la Independencia Nacional